# Guizotia candussioi
Guizotia candussioi là một loài thực vật có hoa trong họ Cúc. Loài này được Cif. mô tả khoa học đầu tiên năm 1944.